# Fosse commune de Taxco
La fosse commune de Taxco est une fosse commune contenant 55 corps qui est découverte en mai-juin 2010 à Taxco, ville du sud du Mexique. Il s'agit alors, lors de sa localisation, de l'une des plus grosses fosses communes mexicaines découvertes.

## La fosse commune
Entre mai 2010 et juin 2010, une fosse commune est découverte dans l'ancienne mine d'argent de La Concha à Taxco. 55 corps y sont retirés, dont trois corps décapités et trois têtes. Certaines des victimes présentent des tatouages associés aux groupes criminels, d'après la police. Un des corps retrouvé est celui d'un directeur de prison qui fut enlevé,,

## Suites
La disparition d'un militaire conduit à la capture d'un groupe de 15 tueurs à gages et d'informateurs, il est alors montré que les mines de Taxco sont utilisées pour cacher des cadavres.
Des recherches sont lancées dans 10 autres mines de la région.